# エンジェル・ホー
エンジェル・ホー（何卓瑩、Angel Ho、1985年3月1日 -）は、香港生まれの女優である。スターJ&スナッズ・エンターテインメント・グループ、ATV所属。

## 人物・経歴
- 2007年、TVBのバラエティ番組「味分高下」において、8人いる助手・味之天使に選ばれデビュー。8人にはそれぞれ果物の名前がつけられており、蘋果（りんご）と名づけられていた。この味之天使には他にも賈曉晨がいる。
- 2008年、aTVの深夜番組「AV事務所」で、日本のAV業界をテーマにした番組に司会者として出演した。また、AV女優の吉沢明歩やみひろが出演したことがある。

## 出演作品

### テレビ番組・司会
- 味分高下 味之天使 （2007年、TVB）
- 歓楽満東華（2007年、TVB）
- AV事務所（2008年、aTV）
- 今日法庭（2008年、aTV）
- 子供番組：有脳E班（2008年〜、aTV）
- 生活著数台（2008年〜、aTV）

### テレビドラマ
- 好美麗診所（2007年、台湾）
- 勝者為王2008（2008年、香港）
- 法網群英（2008年、香港）

### 映画
- 娯楽大脚八（2004年）
- 十分鍾情（2008年）

## 広告
- Super X（Sports Wear）香港、2004年
- 香港中華煤氣 香港、2006年
- ヤクルト 香港、2007年
- ソニー 香港、2007年
- ブルー・ガール・ビール（中国語版）（紙面広告）香港、2007年
- 圓玄学院菊花展 香港、2008年